# Pakosław (powiat nowotomyski)

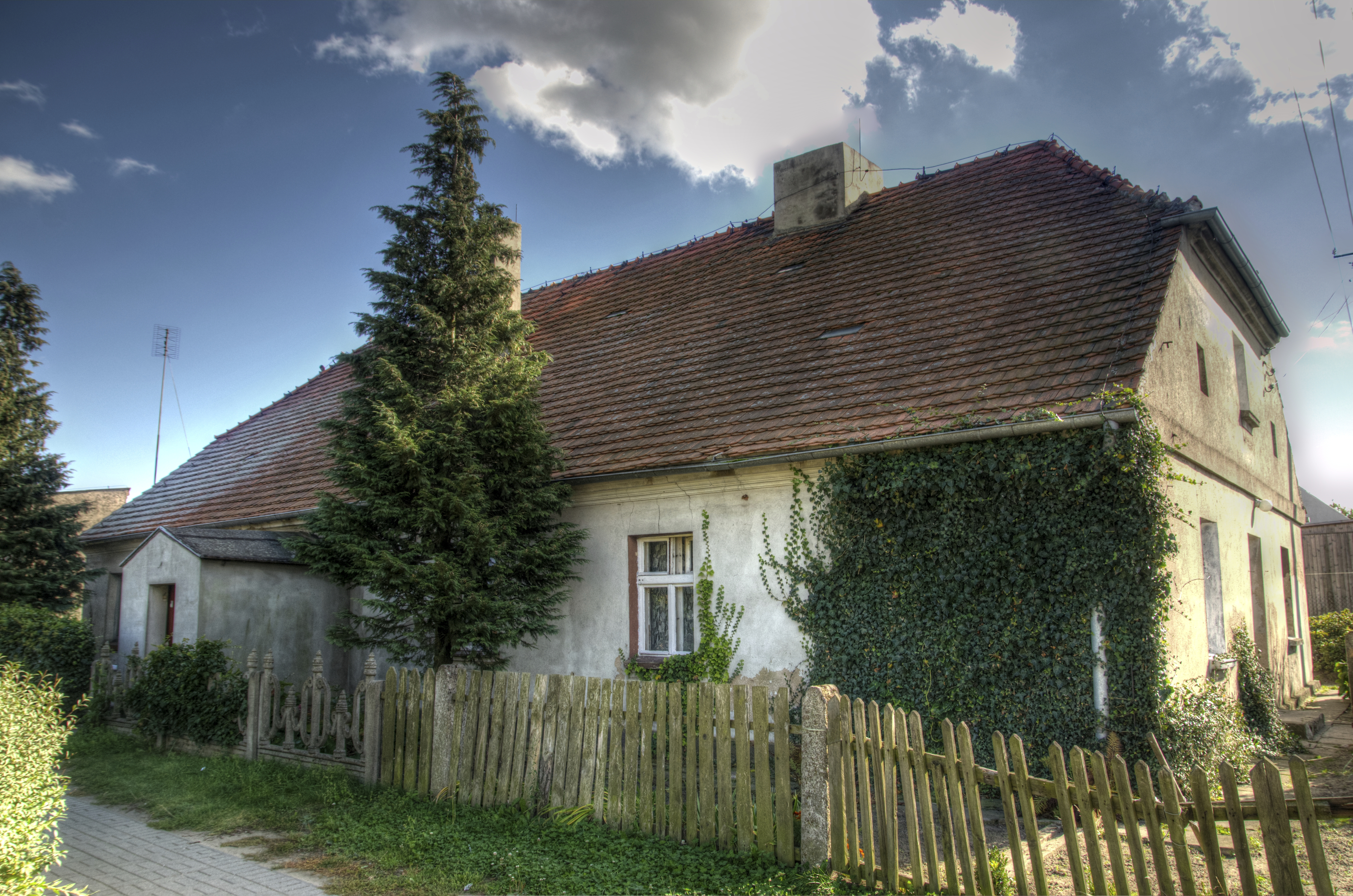
Zabytkowy dom, dawny szpital

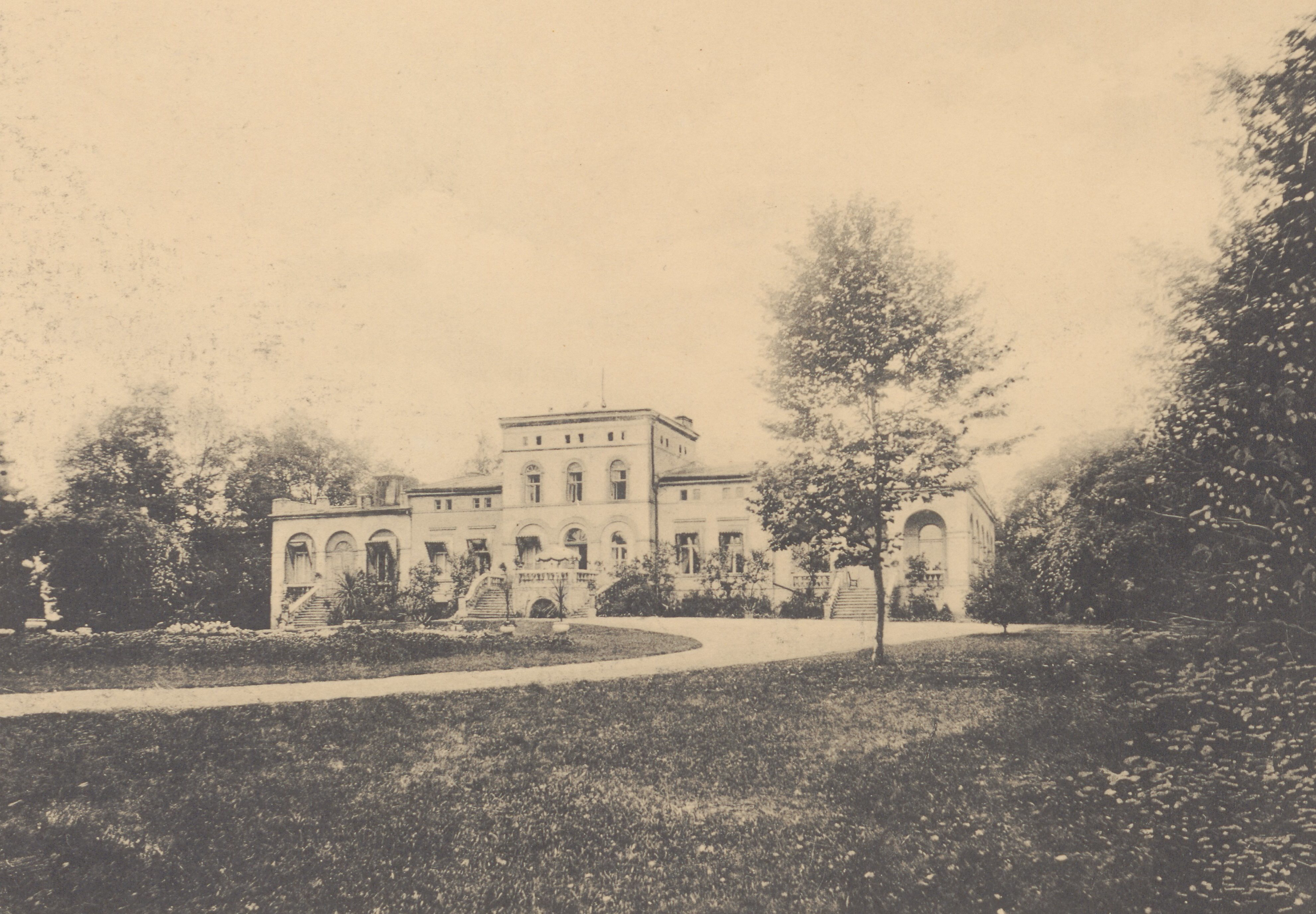
Widok pałacu przed 1912

Pakosław – wieś w Polsce, położona w województwie wielkopolskim, w powiecie nowotomyskim, w gminie Lwówek. Miejscowość leży przy drodze z Opalenicy do Lwówka i przy nieczynnej wąskotorowej linii kolejowej w tej samej relacji (przystanek Pakosław Wąskotorowy).

## Integralne części wsi
| SIMC    | Nazwa   | Rodzaj    |
| ------- | ------- | --------- |
| 0588223 | Polesie | część wsi |
| 0588230 | Smug    | część wsi |

## Historia
W roku 1580 zapisano, że należał do Marcina Lwowskiego i Marcina Pakosławskiego. Pod koniec XVIII wieku był wraz z Brodami własnością Katarzyny Sczanieckiej.
Wieś szlachecka położona była w 1580 roku w powiecie poznańskim województwa poznańskiego. W okresie Wielkiego Księstwa Poznańskiego (1815-1848) miejscowość wzmiankowana jako Pakosław należała do wsi większych w ówczesnym powiecie bukowskim, który dzielił się na cztery okręgi (bukowski, grodziski, lutomyślski oraz lwowkowski). Pakosław należał do okręgu lwowkowskiego i stanowił majątek należący do Emilii Sczanieckiej. Według spisu urzędowego z 1837 roku Pakosław liczył 434 mieszkańców, którzy zamieszkiwali 38 dymów (domostw).
Emilia Sczaniecka była właścicielką Pakosławia w latach 1840-1896 i tutaj zmarła. W tym czasie założyła szkołę dla wiejskich dzieci, szpital i ochronkę. Pod koniec XIX wieku wieś liczyła 36 domów i 419 mieszkańców. Popularna była uprawa chmielu. W skład dóbr wchodziła gorzelnia, cegielnia i ośrodek hodowli bydła. W latach 1975–1998 miejscowość należała administracyjnie do województwa poznańskiego.
W miejscowej szkole znajduje się izba pamięci poświęcona Emilii Sczanieckiej.

## Zabytki
W rejestrze zabytków znajdują się:
- dawny szpital ufundowany przez Emilię Sczaniecką, Pakosław 10 z I poł. XIX wieku, kryty dachem naczółkowym[10]
- zespół pałacowy, na który składa się pałac wybudowany w latach 1840-1842, później rozbudowany oraz park krajobrazowy o pow. 5,7 ha z licznymi pomnikowymi drzewami[6][10][a].

## Ochrona przyrody
Na północ od Pakosławia, w stronę Zgierzynki znajdują się dwa rezerwaty przyrody: Wielki Las i im. Bolesława Papi na Jeziorze Zgierzynieckim.